# Бардон
Бардон (фр. Bardon) насеље је и општина у централној Француској у региону Центар (регион), у департману Лоаре која припада префектури Орлеан.
По подацима из 2011. године у општини је живело 1.042 становника, а густина насељености је износила 85,2 становника/km². Општина се простире на површини од 12,23 km². Налази се на средњој надморској висини од 120 метара (максималној 116 m, а минималној 99 m).

## Демографија
| 1962. | 1968. | 1975. | 1982. | 1990. | 1999. | 2011. |
| ----- | ----- | ----- | ----- | ----- | ----- | ----- |
| 515   | 538   | 561   | 724   | 783   | 818   | 1.042 |

График промене броја становника у току последњих година